# Jacqueline Saburido
Jacqueline Saburido (Caracas, Venecuela, 20. prosinca 1978. – 20. travnja 2019.) - djevojka koja je doživjela stravičnu prometnu nesreću, nakon koje je postala angažirana aktivistica protiv vožnje u alkoholiziranom stanju.

## O Jacqueline
Živjela je u Caracasu, glavnom gradu Venecuele. Roditelji su joj se razveli i živjela je od tada s ocem. Studirala je s ciljem, da preuzme obiteljski posao s klima uređajima. Godine 1999., imala je poteškoća na fakultetu, uzela je pauzu i otputovala u SAD na učenje engleskog jezika. 

## Prometna nesreća
U rujnu 1999., Jacqueline je s četvero prijatelja išla na rođendansku proslavu u blizini grada Austina u Teksasu. Dok su se vozili automobilom, na njih je naletio pijani 18-godišnji student, koji je bio na putu kući, nakon što je s prijateljima popio nekoliko čaša piva. Dogodila se stravična prometna nesreća. Dvoje mladih iz Jacquelininog automobila je odmah poginulo, dvoje je bilo lakše ozlijeđeno, a Jacqueline je bila ukliještena i nije mogla van. Automobil se zapalio. Dvojica medicinara su naišli i pomagali. Jacqueline je gorjela 45 sekundi, dok je nisu izvukli i odvezli u bolnicu u Galveston. Liječnici joj nisu dali šanse, da će preživjeti, no ipak su pokušali što su mogli. Čudom je preživjela, ali amputirali su joj prste, ostala je bez kose, oba uha, nosa, usana, očnih kapaka i vid joj je bio znatno oštećen! Bila je na više od 50 operacija. Izgled joj se jako promijenio, gotovo do neprepoznatljivosti. Pijani vozač je osuđen na 14 godina zatvora i na novčanu odštetu od 20 000 dolara.

## Aktivizam
Jacqueline se uključila u kampanju protiv vožnje u alkoholiziranom stanju. Dopustila je, da njene fotografije budu upotrebljene u medijima (reklame, plakati, elektronička pošta), kako bi se upozorilo na moguće posljedice vožnje u alkoholiziranom stanju. Najpoznatija je reklama u kojoj drži svoju fotografiju prije nesreće, prema kojoj se može vidjeti drastična razlika u usporedbi sa sadašnjim njezinim izgledom uz tekst: „Ovo sam ja, nakon posljedica vožnje pijanoga vozača”.
Gostovala je u Oprah showu 2003. i u drugim televizijskim emisijama.

## Vanjske poveznice
Upozorenje: Na ovim internetskim stranicama, nalaze se fotografije, koje mogu djelovati uznemiravajuće. 
- http://www.helpjacqui.com/home.htm
- http://www.texasdwi.org/jacqui.html  Arhivirana inačica izvorne stranice od 16. lipnja 2008. (Wayback Machine)
- http://www.snopes.com/inboxer/adults/saburido.htm
- http://www.oprah.com/tows/pastshows/200311/tows_past_20031125.jhtml  Arhivirana inačica izvorne stranice od 2. srpnja 2007. (Wayback Machine)